# Khu bảo tồn thiên nhiên Tsingy de Bemaraha
Khu bảo tồn thiên nhiên nghiêm ngặt Tsingy de Bemaraha là một bảo khu bảo tồn thiên nhiên nằm gần bờ biển phía tây của Madagascar, trong khu vực Melaky ở 18° 40' vĩ nam 44° 45' kinh đông. Khu bảo tồn này đã được công nhận là di sản thế giới vào năm 1990 do sự độc đáo của địa hình địa lý tại đây, cùng hệ thiên nhiên với những khu rừng ngập mặn với các loài chim hoang dã và vượn cáo. Khu vực tận cùng phía nam của khu vực sau đó đã được thay đổi thành Vườn quốc gia Tsingy de Bemaraha, bao gồm 666 km² (257 dặm vuông). Phía bắc của khu vực được bảo vệ như là một khu bảo tồn thiên nhiên nghiêm ngặt, bao gồm 853 km² (329 dặm vuông).